# The Cricket on the Hearth
The Cricket on the Hearth er en amerikansk stumfilm fra 1909 af D. W. Griffith.

## Medvirkende
- Owen Moore som Edward Plummer.
- Violet Mersereau som May Fielding.
- Linda Arvidson som Dorothy.
- Dorothy West som Bertha.
- David Miles som Caleb Plummer.